# St Molios Church

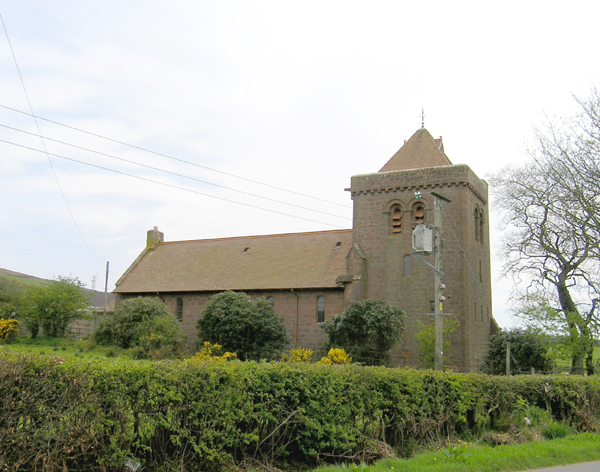
St Molios Church

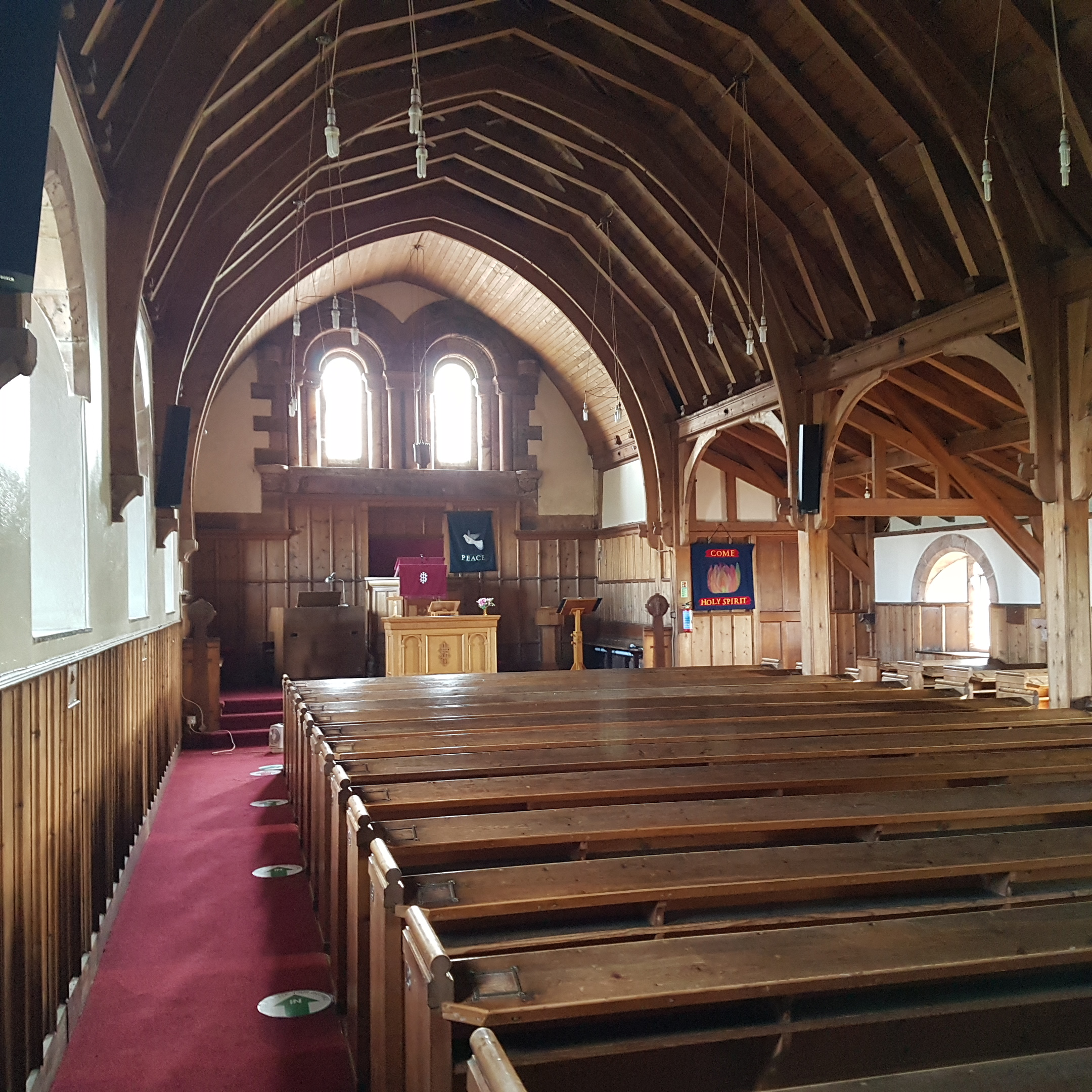
Blick in den Innenraum

Die St Molios Church ist ein Kirchengebäude der presbyterianischen Church of Scotland in der schottischen Ortschaft Shiskine auf der Insel Arran in der Council Area North Ayrshire. 1971 wurde das Bauwerk in die schottischen Denkmallisten zunächst in der Denkmalkategorie B aufgenommen. 19 Jahre später wurde es schließlich in die höchste Kategorie A hochgestuft. Die Kirche ist noch als solche in Verwendung.

## Geschichte
Bereits auf Blaeus Karte aus dem Jahre 1654 ist eine St. Molios geweihte Kapelle in der Ortschaft verzeichnet. 1708 erhielt die Ortschaft mit einem dem heiligen Michael geweihten Bau seine erste Kirche. Nachdem dieses Gebäude in den 1880er Jahren zunehmend in einen renovierungsbedürftigen Zustand gefallen war, wurde 1886 ein Neubau beschlossen. Dieser wurde in den folgenden Jahren nach einem Entwurf des schottischen Architekten John James Burnet erbaut und 1889 eröffnet. Die Gesamtkosten beliefen sich auf 1900 £. 1962 wurden weitere Gebäudeteile hinzugefügt und 1978 ein neues Pfarrhaus erbaut.

## Beschreibung
Das Gebäude liegt abseits der Straße am Südwestende von Shiskine. Das Mauerwerk besteht aus lokal gebrochenem, rotem Sandstein, weshalb das Bauwerk im Volksmund auch als „Red Kirk“ („Rote Kirche“) bezeichnet wird. In den gedrungen wirkenden Glockenturm ist eine Grabplatte eingelassen, die aus dem 13. Jahrhundert stammen könnte. Lokalen Überlieferungen zufolge, markierte sie einst Molios Grab, der als Eremit auf der Insel lebte. Die einzelne Glocke war ursprünglich nicht vorgesehen und wurde erst gegen Bauende hinzugefügt, wobei Kosten in Höhe von 70 £ entstanden.